# 揭阳产业转移工业园
揭阳产业转移工业园，简称揭阳产业园，其前身为蓝城区，位于中国广东省揭阳市，是揭阳市政府于2016年12月14日设立，其管委会是揭阳市政府的派出机构。揭阳产业园下辖原揭东区的磐东街道、月城镇、桂岭镇、霖磐镇、白塔镇、龙尾镇。